# 科技乌托邦主义
科技烏托邦主义（英語：Technological Utopianism，或称 Techno-utopianism，Technoutopianism），是一種意識形態，認為科學及技術的進步，會帶來烏托邦或類似烏托邦的結果。

## 原理及例子
- 哲學家Bernard Gendron認為，基於以下4個原理，科技最終可以減少所有社會問題[2]

1. 我們現在是後工業社會並持續出現技术革新。
2. 科技會不斷進步下去。
3. 科技最終會導致沒有經濟資源是稀缺的。
4. 在沒有經濟資源是稀缺的下，最終可以消滅所有社會問題。

- 哲學家Rushkoff認為，新科技可以解決舊科技的問題，最終達至科技烏托邦。[3]

## 批判
科技烏托邦被認為對科技發展過度樂觀，忽略了科技帶來的負面問題，例如環境污染、科技對環境的破壞、资源枯竭、軍備競賽、以及DIY生物實驗可能有機會製造出瘟疫大流行等等。